# Elecciones estatales de Brandeburgo de 2024
Las elecciones estatales de Brandeburgo de 2024 se llevaron a cabo el domingo, 22 de septiembre de 2024, con el propósito de elegir a los miembros del Parlamento Regional de Brandeburgo.
El SPD siguió siendo el partido más grande con un cambio de cinco puntos porcentuales a su favor. La Alternativa para Alemania obtuvo seis puntos y ganó el 29 % de los votos, un poco menos que el 30 % en Turingia y Sajonia que había alarmado tres semanas antes. La Alianza Sahra Wagenknecht (BSW), escisión de La Izquierda, debutó con un 13,5 %, seguida de la CDU, que disminuyó al 12 % y terminó siendo el más pequeño de los cuatro partidos en el parlamento. El gobierno saliente perdió por poco su mayoría cuando los Verdes colapsaron y no superaron el umbral electoral del 5%, perdiendo todos sus escaños. La Izquierda también sufrió grandes pérdidas salió del Landtag, al igual que los Movimientos Cívicos Unidos de Brandeburgo/Votantes Libres (BVB/FW). El FDP, parte del gobierno federal alemán en Berlín, que está rodeado por el estado de Brandeburgo, no estaba representado antes, y casi desapareció con un 0,8 %.
Los resultados de la CDU fueron los peores de la historia en un territorio del este de Alemania y, por ello, su líder estatal, Jan Redmann, renunció a que su partido formara parte de las negociaciones para formar gobierno, ya que, según sus palabras, "los ciudadanos nos han enviado a la oposición". Esto imposibilitó una coalición entre el SPD y la CDU en un gobierno de minoría y dejó solo la opción de una coalición entre el SPD y la BSW.

## Antecedentes
Las elecciones estatales de Brandeburgo de 2019 dieron lugar a la formación del tercer gabinete del ministro-presidente Dietmar Woidke; una coalición Kenia entre el SPD, la CDU y los Verdes.
El 4 de mayo de 2023, el Parlamento Regional de Brandeburgo estableció el 22 de septiembre de 2024 como fecha para las elecciones.
Existe la preocupación de que los resultados de las elecciones perjudiquen la acción climática, como ya sucedió en las elecciones estatales de Turingia de 2024 y las elecciones estatales de Sajonia de 2024, en las que el Partido Verde sufrió una gran pérdida. Según Infratest dimap: "Las campañas en ambos antiguos Estados comunistas estuvieron dominadas principalmente por la migración, los problemas sociales y las exportaciones de armas a Ucrania; solo el 4% al 7% de los votantes dijeron que la protección del clima era su principal preocupación". Las encuestas muestran que en Brandeburgo los resultados no pueden ser muy diferentes.

## Sistema electoral
El sistema electoral del Estado Federado de Brandeburgo esta reflejado en el artículo 62.1 de la constitución de Brandeburgo y tiene las mismas características del sistema federal. A continuación se explica más detalladamente:
1. Sistema de doble voto: Cada votante tiene dos votos:
  - Primer voto (Erststimme): Elige a un candidato directo en su distrito electoral (en total, Brandeburgo está dividido en 44 distritos uninominales). El candidato con más votos en cada distrito gana un escaño en el parlamento estatal (Landtag). Esto sigue el principio de mayoría simple.
  - Segundo voto (Zweitstimme): Este voto es el más importante, ya que decide la composición proporcional del parlamento. Los votantes eligen una lista de partido. Los 44 escaños en el parlamento se distribuyen proporcionalmente según el porcentaje de estos segundos votos que recibe cada partido.[5]
2. Umbral del 5%: Para que un partido obtenga representación en el Landtag (parlamento estatal), debe obtener al menos el 5% de los votos en el segundo voto (Zweitstimme) o ganar al menos un distrito electoral con el primer voto (Erststimme). Esta última regla se conoce como cláusula del mandato básico.
3. Distribución proporcional: Tras contabilizar los segundos votos, los escaños se distribuyen proporcionalmente entre los partidos que superan el umbral del 5%. Si un partido ha ganado más distritos con el primer voto de los que le corresponden según el segundo voto, se crean escaños adicionales llamados Überhangmandate. Para compensar este desequilibrio, se asignan escaños compensatorios (Ausgleichsmandate) a otros partidos para mantener la proporcionalidad general.[6]
4. Duración del mandato: Las elecciones estatales en Brandeburgo se celebran cada cinco años, y los diputados elegidos ocupan sus escaños durante ese periodo, salvo que se convoquen elecciones anticipadas (es necesario una mayoría de 2/3 del parlamento para disolverlo).

Este sistema busca equilibrar la representación proporcional de los partidos con la elección directa de candidatos en distritos específicos, garantizando que la composición del parlamento refleje el apoyo popular de los partidos.

## Partidos participantes
A continuación se muestra una lista de los partidos y alianzas electorales. Las candidaturas aparecen enumeradas en orden descendente de escaños obtenidos en las anteriores elecciones. A su vez, los partidos, federaciones, coaliciones y agrupaciones que conforman el gobierno en el momento de las elecciones están sombreados en verde claro:
|  | 26.2 % |

|  | 23.5 % |

|  | 15.6 % |

|  | 10.8 % |

|  | 10.7 % |

|  | 5.0 % |

|  | 4.1 % |

|  | 2.6 % |

|  | 1.3 % |

A esta lista se suman 11 candidatos independientes en los distritos.

## Encuestas
Encuesta realizada a "pie de urna".
| Encuestadora                             | Fecha                 | Muestra | SPD                       | AfD         | CDU  | Grünen | Linke | BVB/FW | FDP | BSW  | Otros | Distancia |     |     |      |     |     |
| ---------------------------------------- | --------------------- | ------- | ------------------------- | ----------- | ---- | ------ | ----- | ------ | --- | ---- | ----- | --------- | --- | --- | ---- | --- | --- |
| Encuestadora                             | Fecha                 | Muestra | Elecciones estatales 2024 | 22 Sep 2024 | –    | 30.5   | 29.2  | 12.1   | 4.1 | 2.9  | Otros | Distancia | 2.5 | 0.8 | 13.4 | 4.5 | 1.3 |
|                                          |                       |         |                           |             |      |        |       |        |     |      |       |           |     |     |      |     |     |
| Forschungsgruppe Wahlen                  | 22 Sep 2024           | –       | 32                        | 29          | 11.5 | 4.5    | 4     | 2.5    | –   | 12   | 4.5   | 3         |     |     |      |     |     |
| Infratest Dimap                          | 22 Sep 2024           | –       | 31                        | 30          | 12   | 5      | 3     | 2.7    | 0.8 | 12   | 3.5   | 1         |     |     |      |     |     |
| Forschungsgruppe Wahlen                  | 18–19 Sep 2024        | 1,118   | 27                        | 28          | 14   | 4.5    | 4     | 3.5    | –   | 13   | 6     | 1         |     |     |      |     |     |
| Wahlkreisprognose                        | 11–18 Sep 2024        | 982     | 26.5                      | 28.5        | 15   | 4      | 3.5   | 4.5    | 1   | 12   | 5     | 2         |     |     |      |     |     |
| INSA                                     | 9–16 Sep 2024         | 1,000   | 25                        | 28          | 16   | 4      | 3     | 4      | 2   | 14   | 4     | 3         |     |     |      |     |     |
| Forschungsgruppe Wahlen                  | 10–12 Sep 2024        | 1,060   | 26                        | 29          | 15   | 5      | 3     | 3      | –   | 14   | 5     | 3         |     |     |      |     |     |
| Infratest dimap                          | 9–11 Sep 2024         | 1,513   | 26                        | 27          | 16   | 4.5    | 4     | 4.5    | –   | 13   | 5     | 1         |     |     |      |     |     |
| Wahlkreisprognose                        | 28 Aug – 5 Sep 2024   | 1,420   | 20.5                      | 30          | 15   | 5.5    | 3.5   | 4.5    | 1   | 14.5 | 5.5   | 9.5       |     |     |      |     |     |
| Infratest dimap                          | 3–4 Sep 2024          | 1,207   | 23                        | 27          | 18   | 5      | 4     | 3      | –   | 15   | 5     | 4         |     |     |      |     |     |
| INSA                                     | 29 Jul–6 Ago 2024     | 1,000   | 20                        | 24          | 19   | 5      | 5     | 4      | 2   | 17   | 4     | 4         |     |     |      |     |     |
| INSA                                     | 8–15 Jul 2024         | 1,000   | 19                        | 24          | 18   | 7      | 5     | 4      | 3   | 17   | 3     | 5         |     |     |      |     |     |
| Infratest dimap                          | 4–9 Jul 2024          | 1,153   | 19                        | 23          | 19   | 7      | 4     | 3      | 3   | 16   | 6     | 4         |     |     |      |     |     |
| Wahlkreisprognose                        | 15–23 Jun 2024        | 1,000   | 16                        | 29          | 16.5 | 5      | 3.5   | 5.5    | 1.5 | 17   | 6     | 12.5      |     |     |      |     |     |
| Elecciones al Parlamento Europeo de 2024 | 9 Jun 2024            | –       | 13.1                      | 27.5        | 18.4 | 6.0    | 4.4   | –      | 3.2 | 13.8 | 13.6  | 9.1       |     |     |      |     |     |
| INSA                                     | 13–21 de mayo de 2024 | 1,000   | 19                        | 25          | 19   | 7      | 6     | 5      | 3   | 13   | 3     | 6         |     |     |      |     |     |
| Infratest dimap                          | 4–8 Abr 2024          | 1,161   | 22                        | 26          | 18   | 8      | 6     | 3      | –   | 10   | 7     | 4         |     |     |      |     |     |
| Wahlkreisprognose                        | 28 Mar – 7 Abr 2024   | 1,100   | 21                        | 27          | 15   | 7      | 5.5   | 5.5    | 2   | 9.5  | 7.5   | 6         |     |     |      |     |     |
| INSA                                     | 14–22 Mar 2024        | 1,000   | 19                        | 25          | 19   | 8      | 7     | 4      | 3   | 12   | 3     | 6         |     |     |      |     |     |
| INSA                                     | 8–15 Ene 2024         | 1,000   | 17                        | 28          | 18   | 8      | 6     | 4      | 3   | 13   | 3     | 10        |     |     |      |     |     |
| Forsa                                    | 6–10 Ene 2024         | 1,007   | 22                        | 32          | 16   | 7      | 6     | 5      | 3   | 4    | 5     | 10        |     |     |      |     |     |
| INSA                                     | 13–22 Nov 2023        | 1,000   | 20                        | 27          | 18   | 8      | 6     | 3      | 3   | 11   | 4     | 7         |     |     |      |     |     |
| Wahlkreisprognose                        | 24 Oct–1 Nov 2023     | 1,017   | 27                        | 32          | 13.5 | 6.5    | 7     | 6      | 2.5 | –    | 5.5   | 5         |     |     |      |     |     |
| Wahlkreisprognose                        | 24 Oct–1 Nov 2023     | 1,017   | 21.5                      | 22          | 12   | 4.5    | 5     | 4      | 2.5 | 21.5 | 7     | 0.5       |     |     |      |     |     |
| Infratest dimap                          | 8–11 Sep 2023         | 1,160   | 20                        | 32          | 18   | 8      | 8     | 6      | 4   | –    | 4     | 12        |     |     |      |     |     |
| Wahlkreisprognose                        | 10–14 Ago 2023        | 1,003   | 25                        | 30          | 15   | 7      | 8     | 7      | 2   | –    | 6     | 5         |     |     |      |     |     |
| Wahlkreisprognose                        | 10–14 Ago 2023        | 1,003   | 22                        | 22          | 13   | 6.5    | 5.5   | 5      | 2   | 19.5 | 4.5   | -         |     |     |      |     |     |
| INSA                                     | 26 Jun–3 Jul 2023     | 1,000   | 21                        | 28          | 18   | 9      | 10    | 5      | 3   | –    | 6     | 7         |     |     |      |     |     |
| IFM                                      | 22 May–1 Jun 2023     | 1,000   | 24                        | 24          | 17   | 10     | 12    | 8      | 4   | –    | 2     | -         |     |     |      |     |     |
| Infratest dimap                          | 19–24 Abr 2023        | 1,200   | 22                        | 23          | 23   | 9      | 7     | 5      | 5   | –    | 6     | -         |     |     |      |     |     |
| INSA                                     | 27 Mar–4 Abr 2023     | 1,000   | 21                        | 25          | 19   | 10     | 10    | 5      | 4   | –    | 6     | 4         |     |     |      |     |     |
| Wahlkreisprognose                        | 7–13 Mar 2023         | 978     | 23.5                      | 26          | 17   | 9      | 8     | 6.5    | 3   | –    | 7     | 2.5       |     |     |      |     |     |
| pmg – policy matters                     | 28 Nov–15 Dic 2022    | 1,011   | 27                        | 23          | 17   | 7      | 9     | 5      | 6   | –    | 6     | 4         |     |     |      |     |     |
| Wahlkreisprognose                        | 6–18 Nov 2022         | 1,922   | 26                        | 26          | 13.5 | 10     | 8     | 7      | 3.5 | –    | 6     | -         |     |     |      |     |     |
| INSA                                     | 4–10 Oct 2022         | 1,000   | 22                        | 25          | 17   | 11     | 10    | 5      | 4   | –    | 6     | 3         |     |     |      |     |     |
| Infratest dimap                          | 22–26 Sep 2022        | 1,165   | 24                        | 24          | 18   | 11     | 9     | 4      | 4   | –    | 6     | -         |     |     |      |     |     |
| Wahlkreisprognose                        | 4–11 Sep 2022         | 1,100   | 26.5                      | 25          | 12   | 12     | 6     | 7      | 5   | –    | 6.5   | 1.5       |     |     |      |     |     |
| Wahlkreisprognose                        | 9–17 de mayo de 2022  | 1,001   | 30                        | 19          | 16   | 13     | 6     | 6      | 4.5 | –    | 5.5   | 11        |     |     |      |     |     |
| Infratest dimap                          | 21–24 Abr 2022        | 1,182   | 30                        | 19          | 18   | 10     | 7     | 4      | 6   | –    | 3     | 11        |     |     |      |     |     |
| Wahlkreisprognose                        | 21–29 Mar 2022        | 1,002   | 29                        | 20          | 15   | 11     | 6     | 8      | 5   | –    | 6     | 9         |     |     |      |     |     |
| Forsa                                    | 9–17 Dic 2021         | 1,008   | 28                        | 17          | 14   | 11     | 11    | 8      | 6   | –    | 5     | 11        |     |     |      |     |     |
| Wahlkreisprognose                        | 8–16 Dic 2021         | 1,040   | 34                        | 19          | 10   | 9      | 7     | 8      | 7   | –    | 6     | 15        |     |     |      |     |     |
| Wahlkreisprognose                        | 7–14 Oct 2021         | 980     | 32                        | 19.5        | 9    | 9.5    | 7     | 9.5    | 7   | –    | 6.5   | 12.5      |     |     |      |     |     |
| Elecciones federales de 2021             | 26 Sep 2021           | –       | 29.5                      | 18.1        | 15.3 | 9.0    | 8.5   | –      | 9.3 | –    | 10.3  | 11.4      |     |     |      |     |     |
| Infratest dimap                          | 25–30 Ago 2021        | 1,157   | 34                        | 17          | 13   | 8      | 9     | 7      | 7   | –    | 5     | 17        |     |     |      |     |     |
| Infratest dimap                          | 12–15 de mayo de 2021 | 1,183   | 23                        | 18          | 16   | 16     | 11    | 4      | 7   | –    | 5     | 5         |     |     |      |     |     |
| Wahlkreisprognose                        | 7–13 de mayo de 2021  | –       | 22                        | 18          | 14   | 19     | 9     | 8      | 5   | –    | 5     | 3         |     |     |      |     |     |
| Wahlkreisprognose                        | 12–19 Mar 2021        | –       | 24                        | 18          | 14   | 14     | 10.5  | 9      | 5   | –    | 5.5   | 6         |     |     |      |     |     |
| Forsa                                    | 10–15 Dic 2020        | 1,001   | 23                        | 16          | 20   | 15     | 12    | 6      | 4   | –    | 4     | 7         |     |     |      |     |     |
| Infratest dimap                          | 12–17 Nov 2020        | 1,002   | 26                        | 19          | 20   | 12     | 11    | 3      | 5   | –    | 4     | 7         |     |     |      |     |     |
| Wahlkreisprognose                        | 30 Sep–7 Oct 2020     | 1,089   | 23                        | 19          | 17   | 13.5   | 12.5  | 7.5    | 2   | –    | 5.5   | 4         |     |     |      |     |     |
| INSA                                     | 29 Sep–6 Oct 2020     | 1,043   | 21                        | 20          | 17   | 16     | 13    | 5      | 4   | –    | 4     | 1         |     |     |      |     |     |
| Wahlkreisprognose                        | 19–27 Ago 2020        | –       | 26                        | 16.5        | 19   | 11     | 12    | 7      | 3   | –    | 5.5   | 7         |     |     |      |     |     |
| Wahlkreisprognose                        | 12–19 Jun 2020        | –       | 28                        | 16          | 22   | 10     | 10    | 7      | 3   | –    | 4     | 6         |     |     |      |     |     |
| Wahlkreisprognose                        | 4–11 de mayo de 2020  | –       | 29.5                      | 20          | 23   | 7.5    | 7.5   | 4      | 4   | –    | 4.5   | 6.5       |     |     |      |     |     |
| Wahlkreisprognose                        | 3–8 Abr 2020          | –       | 28                        | 21          | 20.5 | 8      | 8     | 6      | 3   | –    | 5.5   | 7         |     |     |      |     |     |
| Infratest dimap                          | 31 Mar–4 Abr 2020     | 1,000   | 27                        | 20          | 19   | 12     | 11    | 3      | 4   | –    | 4     | 7         |     |     |      |     |     |
| Forsa                                    | 20–25 Feb 2020        | 1,001   | 22                        | 18          | 14   | 15     | 15    | 7      | 3   | –    | 6     | 4         |     |     |      |     |     |
| Infratest dimap                          | 11–16 Nov 2019        | 1,000   | 25                        | 22          | 14   | 12     | 12    | 5      | 5   | –    | 5     | 1         |     |     |      |     |     |
| 'Elecciones estatales de 2019'           | 1 Sep 2019            | –       | 26.2                      | 23.5        | 15.6 | 10.8   | 10.7  | 5.0    | 4.1 | –    | 4.1   | 2.7       |     |     |      |     |     |

## Resultados

### Globales
Con tres partidos perdiendo todos sus escaños en las elecciones estatales de 2024, solo cuatro partidos forman parte del nuevo Parlamento Regional de Brandeburgo, que tiene 88 escaños. El SPD todavía lidera con 32 escaños, pero con solo 12 de la CDU y los Verdes eliminados, la coalición saliente está en un punto muerto con la AfD (30) y la nueva BSW (14). Como ningún partido alemán quiere cooperar con la AfD, que es considerada de extrema derecha, el SPD tiene que buscar el apoyo de la BSW, lo que podría conducir a la primera nueva variante de una coalición rojo-rojo o rojo-púrpura.
|  | 33.6 % |

|  | 30.9 % |

|  | 31.5 % |

|  | 29.2 % |

|  | 13.5 % |

|  | 16.0 % |

|  | 12.1 % |

|  | 3.4 % |

|  | 4.1 % |

|  | 5.2 % |

|  | 3.0 % |

|  | 7.0 % |

|  | 2.6 % |

|  | 0.3 % |

|  | 2.0 % |

|  | 0.6 % |

|  | 0.9 % |

|  | 1.4 % |

|  | 0.8 % |

|  | 0.3 % |

|  | 0.4 % |

|  | 0.3 % |

|  | 0.1 % |

|  | 0.1 % |

|  | 0.0 % |

|  | 0.1 % |

|  | 0.7 % |

|  | 98.59 % |

|  | 99.18 % |

|  | 72.88 % |

|  | 1.41 % |

|  | 0.82 % |

|  | 100 % |

|  | 100 % |

### Por distrito uninominal
| Distrito | Distrito                                    | Mandato directo | Mandato directo | Mandato directo | Mandato directo | Mandato directo | Mandato directo | Mandato directo | Mandato directo        | Lista de partido | Lista de partido | Lista de partido | Lista de partido | Lista de partido | Lista de partido | Lista de partido | Lista de partido |
| Distrito | Distrito                                    | AfD             | SPD             | CDU             | Grünen          | Linke           | BVB             | Otros           | Diputado electo        | AfD              | SPD              | BSW              | CDU              | Grünen           | Linke            | BVB              | Otros            |
| -------- | ------------------------------------------- | --------------- | --------------- | --------------- | --------------- | --------------- | --------------- | --------------- | ---------------------- | ---------------- | ---------------- | ---------------- | ---------------- | ---------------- | ---------------- | ---------------- | ---------------- |
| Distrito | Distrito                                    |                 |                 |                 |                 |                 |                 |                 | Diputado electo        |                  |                  |                  |                  |                  |                  |                  |                  |
| 1        | Prignitz I                                  | 34.5            | 32.6            | 18.3            | 1.3             | 6.7             | 5.2             | 1.4             | Adam, Jean-René        | 32.4             | 31.0             | 12.9             | 13.2             | 1.9              | 3.1              | 2.3              | 3.2              |
| 2        | Prignitz II – Ostprignitz-Ruppin II         | 36.2            | 33.1            | 18.6            | 1.1             | 4.1             | 3.8             | 3.1             | Arndt, Torsten         | 34.5             | 29.4             | 12.5             | 14.2             | 1.8              | 2.4              | 1.8              | 3.4              |
| 3        | Ostprignitz-Ruppin I                        | 32.2            | 34.6            | 16.6            | 2.2             | 5.9             | 5.9             | 2.6             | Liedtke, Ulrike        | 28.8             | 31.0             | 13.4             | 12.7             | 3.8              | 3.3              | 2.9              | 4.1              |
| 4        | Ostprignitz-Ruppin III – Havelland III      | 35.0            | 34.2            | 16.0            | 1.2             | 6.1             | 4.5             | 3.0             | Berger, Kai            | 32.5             | 31.6             | 13.3             | 12.1             | 2.1              | 2.8              | 1.7              | 3.9              |
| 5        | Havelland I                                 | 34.2            | 36.1            | 15.6            | 2.7             | 3.9             | 4.9             | 2.6             | Funke, Johannes        | 30.7             | 32.9             | 11.4             | 12.4             | 3.8              | 2.3              | 1.8              | 4.7              |
| 6        | Havelland II                                | 24.0            | 37.1            | 22.8            | 6.1             | 3.3             | 5.0             | 1.7             | Sahi, Julia            | 22.1             | 36.0             | 8.1              | 17.6             | 7.4              | 2.1              | 2.0              | 4.7              |
| 7        | Oberhavel I                                 | 32.6            | 34.0            | 16.9            | 2.5             | 3.5             | 8.6             | 1.9             | Noack, Andreas         | 30.0             | 31.9             | 11.3             | 13.1             | 3.4              | 2.1              | 3.0              | 5.2              |
| 8        | Oberhavel II                                | 23.2            | 37.0            | 22.0            | 5.4             | 3.6             | 4.5             | 4.3             | Grimm, Benjamin        | 21.1             | 34.4             | 10.7             | 17.5             | 6.5              | 2.3              | 1.7              | 5.8              |
| 9        | Oberhavel III                               | 33.4            | 33.3            | 18.3            | 2.2             | 4.1             | 4.7             | 4.1             | Zimmermann, Tim        | 30.4             | 30.4             | 12.9             | 12.3             | 3.4              | 2.8              | 2.3              | 5.5              |
| 10       | Uckermark III – Oberhavel IV                | 35.8            | 30.0            | 16.0            | 2.7             | 4.3             | 6.5             | 4.7             | Galau, Andreas         | 32.3             | 28.3             | 15.8             | 11.7             | 3.2              | 2.8              | 2.1              | 3.8              |
| 11       | Uckermark I                                 | 39.8            | 31.8            | 14.4            | 1.4             | 5.5             | 5.6             | 1.5             | Teichner, Felix        | 35.9             | 25.9             | 15.3             | 11.8             | 2.6              | 2.9              | 2.2              | 3.4              |
| 12       | Uckermark II                                | 39.7            | 35.2            | 12.2            | 1.1             | 3.4             | 7.2             | 1.2             | Rescher, Norbert       | 34.5             | 30.4             | 16.2             | 9.8              | 1.2              | 2.0              | 2.8              | 3.1              |
| 13       | Barnim I                                    | 32.8            | 30.3            | 13.1            | 2.8             | 11.2            | 6.3             | 3.5             | Kuffert, Roman         | 29.9             | 28.0             | 14.2             | 10.3             | 4.4              | 6.2              | 2.1              | 4.9              |
| 14       | Barnim II                                   | 26.3            | 24.1            | 12.4            | 3.5             | 7.7             | 23.9            | 2.1             | John, Steffen          | 24.6             | 28.6             | 14.8             | 10.4             | 4.1              | 4.0              | 8.8              | 4.7              |
| 15       | Barnim III                                  | 34.9            | 27.4            | 16.4            | 2.6             | 5.6             | 12.1            | 1.0             | Kotré, Lena            | 31.3             | 26.5             | 15.7             | 11.6             | 3.6              | 2.9              | 4.5              | 3.9              |
| 16       | Brandenburg/Havel I – Potsdam-Mittelmark I  | 31.6            | 32.1            | 22.0            | 2.0             | 4.2             | 6.6             | 1.5             | Wernitz, Udo           | 29.3             | 30.4             | 14.5             | 13.9             | 3.0              | 2.3              | 2.5              | 4.1              |
| 17       | Brandenburg/Havel II                        | 29.1            | 39.2            | 13.9            | 2.5             | 4.6             | 6.8             | 3.9             | Kornmesser, Britta     | 25.8             | 33.0             | 14.2             | 11.0             | 4.8              | 3.2              | 2.9              | 5.1              |
| 18       | Potsdam-Mittelmark II                       | 25.2            | 38.3            | 18.4            | 4.1             | 5.2             | 7.5             | 1.3             | Balzer, Melanie        | 22.9             | 34.2             | 13.8             | 13.1             | 6.0              | 2.8              | 2.4              | 4.8              |
| 19       | Potsdam-Mittelmark III – Potsdam III        | 20.5            | 39.8            | 17.7            | 7.8             | 4.9             | 4.1             | 5.2             | Adler, Uwe             | 19.0             | 34.4             | 11.2             | 14.5             | 9.7              | 3.8              | 1.9              | 5.5              |
| 20       | Potsdam-Mittelmark IV                       | 18.3            | 40.0            | 19.4            | 8.0             | 3.5             | 6.0             | 4.8             | Rüter, Sebastian       | 16.5             | 37.4             | 9.2              | 17.5             | 9.5              | 2.5              | 2.0              | 5.4              |
| 21       | Potsdam I                                   | 11.6            | 34.4            | 11.5            | 26.5            | 8.2             | 3.0             | 4.8             | Schüle, Manja          | 10.7             | 37.4             | 10.0             | 10.9             | 17.0             | 7.4              | 1.2              | 5.4              |
| 22       | Potsdam II                                  | 23.8            | 42.8            | 10.8            | 5.8             | 8.0             | 4.2             | 4.6             | Keller, Daniel         | 21.0             | 34.4             | 14.3             | 8.8              | 8.2              | 5.6              | 1.6              | 6.1              |
| 23       | Teltow-Fläming I                            | 28.9            | 36.8            | 18.7            | 2.6             | 4.1             | 7.3             | 1.6             | Penquitt, Marcel       | 26.3             | 33.6             | 12.2             | 14.0             | 3.7              | 2.3              | 2.6              | 5.3              |
| 24       | Teltow-Fläming II                           | -               | 38.8            | 16.0            | 1.6             | 7.2             | 10.8            | 25.6            | Stohn, Erik            | 32.0             | 33.3             | 13.1             | 9.9              | 2.2              | 3.1              | 2.0              | 4.4              |
| 25       | Teltow-Fläming III                          | 29.7            | 32.5            | 19.3            | 3.4             | 4.5             | 8.9             | 1.7             | Seiler, Ines           | 27.1             | 30.9             | 12.2             | 14.6             | 3.9              | 2.2              | 3.7              | 5.4              |
| 26       | Dahme-Spreewald I                           | 28.7            | 36.5            | 17.2            | 3.3             | 4.4             | 7.4             | 2.5             | Fischer, Tina          | 26.4             | 32.7             | 12.4             | 13.5             | 4.4              | 2.7              | 2.6              | 5.3              |
| 27       | Dahme-Spreewald II – Oder-Spree I           | 33.3            | 35.7            | 15.0            | 1.8             | 5.4             | 7.1             | 1.7             | Scheetz, Ludwig        | 30.2             | 31.4             | 14.4             | 11.1             | 3.1              | 2.5              | 2.6              | 4.7              |
| 28       | Dahme-Spreewald III                         | 39.3            | 33.3            | 12.8            | 1.7             | 3.0             | 5.7             | 4.2             | Berndt, Hans-Christoph | 35.4             | 29.7             | 12.7             | 10.6             | 2.4              | 1.9              | 2.7              | 4.6              |
| 29       | Oder-Spree II                               | 40.5            | 27.3            | 13.6            | 1.1             | 4.1             | 6.4             | 7.0             | Hohloch, Dennis        | 37.1             | 28.0             | 15.1             | 10.2             | 1.3              | 2.0              | 2.4              | 3.9              |
| 30       | Oder-Spree III                              | 36.9            | 28.6            | 11.6            | 2.1             | 5.0             | 10.2            | 5.6             | Muxel, Kathleen        | 34.0             | 26.4             | 14.8             | 10.3             | 2.7              | 2.9              | 3.2              | 5.7              |
| 31       | Märkisch-Oderland I – Oder-Spree IV         | 28.4            | 32.7            | 16.2            | 3.1             | 6.9             | 9.3             | 3.4             | Vogelsänger, Jörg      | 25.6             | 29.7             | 16.1             | 12.2             | 4.7              | 3.5              | 3.3              | 4.9              |
| 32       | Märkisch-Oderland II                        | 33.5            | 32.2            | 12.7            | 2.2             | 9.3             | 8.5             | 1.6             | Pardeik, Erik          | 29.5             | 28.1             | 16.9             | 10.5             | 3.1              | 4.0              | 2.8              | 5.1              |
| 33       | Märkisch-Oderland III                       | 38.0            | 31.2            | 14.8            | 1.9             | 5.2             | 7.3             | 1.6             | Günther, Lars          | 34.5             | 27.1             | 15.4             | 10.5             | 2.4              | 2.7              | 2.9              | 4.5              |
| 34       | Märkisch-Oderland IV                        | 38.8            | 26.5            | 15.2            | 2.0             | 7.7             | 8.5             | 1.3             | Janke, Falk Gerd       | 35.0             | 26.6             | 16.1             | 9.5              | 2.6              | 3.2              | 3.0              | 4.0              |
| 35       | Frankfurt (Oder)                            | 33.6            | 32.5            | 16.9            | 2.1             | 7.5             | 6.1             | 1.7             | Möller, Wilko          | 29.2             | 30.5             | 16.3             | 10.9             | 3.1              | 3.8              | 2.1              | 4.1              |
| 36       | Elbe-Elster I                               | 36.3            | 27.7            | 22.2            | 1.8             | -               | 10.8            | 1.2             | Drenske, Peter         | 32.7             | 29.0             | 14.8             | 12.8             | 1.5              | 2.2              | 3.2              | 3.8              |
| 37       | Elbe-Elster II                              | 43.4            | 27.2            | 14.1            | 1.0             | 3.4             | 9.5             | 1.4             | Nothing, Volker        | 39.3             | 25.5             | 14.4             | 11.8             | 1.0              | 1.5              | 2.8              | 3.7              |
| 38       | Oberspreewald-Lausitz I                     | 44.3            | 25.9            | 15.8            | 1.1             | 4.4             | 6.8             | 1.7             | Bessin, Birgit         | 41.7             | 24.5             | 14.1             | 10.9             | 1.1              | 2.0              | 2.0              | 3.7              |
| 39       | Oberspreewald-Lausitz II – Spree-Neiße IV   | 38.7            | 35.3            | 13.4            | 0.8             | 4.5             | 3.8             | 3.5             | Jank, Fabian           | 36.0             | 30.2             | 14.6             | 9.9              | 1.4              | 2.5              | 1.7              | 3.7              |
| 40       | Oberspreewald-Lausitz III – Spree-Neiße III | 36.8            | 30.6            | 16.1            | 1.1             | 5.5             | 4.2             | 5.7             | Münschke, Daniel       | 33.6             | 31.7             | 13.1             | 11.4             | 1.6              | 2.2              | 1.9              | 4.5              |
| 41       | Spree-Neiße I                               | 41.5            | 41.5            | 8.3             | 0.6             | 2.5             | 3.9             | 1.7             | Kubitzki, Steffen      | 39.2             | 29.1             | 13.9             | 9.2              | 1.3              | 2.2              | 1.8              | 3.3              |
| 42       | Spree-Neiße II                              | 46.5            | 26.4            | 13.9            | 1.1             | 5.4             | 4.6             | 2.1             | Hanko, Michael         | 41.7             | 26.4             | 13.8             | 9.8              | 1.2              | 2.0              | 1.7              | 3.4              |
| 43       | Cottbus I                                   | 34.6            | 33.6            | 16.2            | 1.5             | 4.0             | 4.0             | 6.1             | Hohm, Jean-Pascal      | 31.8             | 32.4             | 13.7             | 10.2             | 3.2              | 2.7              | 1.6              | 4.4              |
| 44       | Cottbus II                                  | 36.2            | 38.0            | 12.1            | 1.2             | 5.7             | 5.6             | 1.2             | Katzmarek, Lars        | 31.2             | 33.5             | 14.5             | 8.9              | 2.6              | 3.0              | 1.7              | 4.6              |
| Total    | Total                                       | 31.5            | 33.5            | 15.9            | 3.4             | 5.1             | 7.0             | 3.6             | 100                    | 29.2             | 30.8             | 13.4             | 12.1             | 4.1              | 2.9              | 2.5              | 5.0              |
| Total    | Total                                       |                 |                 |                 |                 |                 |                 |                 | 100                    |                  |                  |                  |                  |                  |                  |                  |                  |

### Por grupos
| Demografía                 | SPD  | AfD  | BSW  | CDU  | Grünen | Linke | BVB | FDP |
| -------------------------- | ---- | ---- | ---- | ---- | ------ | ----- | --- | --- |
| Demografía                 |      |      |      |      |        |       |     |     |
|                            |      |      |      |      |        |       |     |     |
| Voto total                 | 30.8 | 29.2 | 13.4 | 12.1 | 4.1    | 2.9   | 2.5 | 0.8 |
| Edad                       |      |      |      |      |        |       |     |     |
| 16-24                      | 19.0 | 31.0 | 13.0 | 9.0  | 6.0    | 7.0   | 2.0 | 2.0 |
| 25-34                      | 20.0 | 33.0 | 14.0 | 11.0 | 6.0    | 5.0   | 3.0 | 1.0 |
| 35-44                      | 24.0 | 34.0 | 12.0 | 12.0 | 6.0    | 3.0   | 4.0 | 1.0 |
| 45-59                      | 29.0 | 32.0 | 13.0 | 13.0 | 4.0    | 2.0   | 3.0 | 1.0 |
| 60-69                      | 35.0 | 28.0 | 15.0 | 12.0 | 2.0    | 2.0   | 2.0 | 1.0 |
| 70+                        | 49.0 | 17.0 | 16.0 | 12.0 | 2.0    | 3.0   | 2.0 | 0.0 |
| Sexo                       |      |      |      |      |        |       |     |     |
| Mujeres                    | 33.0 | 24.0 | 16.0 | 11.0 | 5.0    | 3.0   | 3.0 | 1.0 |
| Hombres                    | 29.0 | 35.0 | 12.0 | 12.0 | 4.0    | 3.0   | 2.0 | 1.0 |
| Educación                  |      |      |      |      |        |       |     |     |
| Baja                       | 30.0 | 37.0 | 12.0 | 14.0 | 1.0    | 2.0   | 1.0 | 0.0 |
| Media                      | 28.0 | 36.0 | 14.0 | 10.0 | 2.0    | 2.0   | 1.0 | 0.0 |
| Alta                       | 34.0 | 21.0 | 13.0 | 13.0 | 7.0    | 4.0   | 1.0 | 0.0 |
| Clasificación sociolaboral |      |      |      |      |        |       |     |     |
| Trabajador                 | 24.0 | 46.0 | 12.0 | 7.0  | 2.0    | 1.0   | 3.0 | 1.0 |
| Empleado                   | 31.0 | 29.0 | 12.0 | 11.0 | 5.0    | 4.0   | 3.0 | 1.0 |
| Autónomo                   | 24.0 | 34.0 | 11.0 | 18.0 | 6.0    | 1.0   | 2.0 | 2.0 |
| Pensionista                | 40.0 | 22.0 | 18.0 | 12.0 | 1.0    | 2.0   | 2.0 | 1.0 |
| Situación económica        |      |      |      |      |        |       |     |     |
| Buena                      | 34.0 | 25.0 | 13.0 | 13.0 | 5.0    | 3.0   | 3.0 | 1.0 |
| Mala                       | 15.0 | 46.0 | 16.0 | 9.0  | 2.0    | 3.0   | 2.0 | 0.0 |
| Fuente: SPIEGEL            |      |      |      |      |        |       |     |     |

### Resultado de cada formación

#### Trasvase de voto
| Pierde          | Pierde    | Pierde    |           | Gana      | Gana |
| Formación       | Formación | N.º Votos | Formación | Formación |      |
| --------------- | --------- | --------- | --------- | --------- | ---- |
|                 | SPD       | 26.000    | →         |           | BSW  |
| 13.000          | SPD       | →         |           | AfD       |      |
|                 |           |           |           |           |      |
|                 | AfD       | 16.000    | →         |           | BSW  |
|                 |           |           |           |           |      |
|                 | CDU       | 21.000    | →         |           | AfD  |
| 14.000          | CDU       | →         |           | BSW       |      |
| 13.000          | CDU       | →         |           | SPD       |      |
|                 |           |           |           |           |      |
|                 | Grünen    | 47.000    | →         |           | SPD  |
| 5.000           | Grünen    | →         |           | CDU       |      |
| 5.000           | Grünen    | →         |           | BSW       |      |
| 3.000           | Grünen    | →         |           | AfD       |      |
| 1.000           | Grünen    | →         |           | Linke     |      |
| 1.000           | Grünen    | →         |           | BVB       |      |
|                 |           |           |           |           |      |
|                 | Linke     | 44.000    | →         |           | BSW  |
| 25.000          | Linke     | →         |           | SPD       |      |
| 6.000           | Linke     | →         |           | AfD       |      |
| 2.000           | Linke     | →         |           | CDU       |      |
| 1.000           | Linke     | →         |           | BVB       |      |
|                 |           |           |           |           |      |
|                 | BVB       | 12.000    | →         |           | BSW  |
| 7.000           | BVB       | →         |           | SPD       |      |
| 7.000           | BVB       | →         |           | AfD       |      |
| Fuente: SPIEGEL |           |           |           |           |      |

#### Mapa

Resultados del SPD por la lista estatal
Resultados de AfD por la lista estatal
Resultados de la BSW por la lista estatal
Resultados de la CDU por la lista estatal
Resultados de los Verdes por la lista estatal
Resultados de Die Linke por la lista estatal
Resultados de BVB/FW por la lista estatal

## Cargos nombrados

### Diputados
| Elecciones estatales de Brandeburgo de 2024 Diputados electos |                    | | |
| Candidatura                                                   | Candidatura        | Lista estatal | Mandato directo |
|                                                               | SPD (32 diputados) | 1. Dietmar Woidke 2. Katrin Lange 3. Björn Lüttmann 4. Katja Poschmann 5. Wolfgang Roick 6. Elske Hildebrandt 7. Hanka Mittelstädt 8. Annemarie Wolff 9. Kurt Fischer 10. Nadine Graßmel 11. Matthias Steinfurth 12. Martina Maxi Schmidt 13. Sina Schönbrunn          | 1. Ulrike Liedtke (03) 2. Johannes Funke (05) 3. Julia Sahi (06) 4. Andreas Noack (07) 5. Benjamin Grimm (08) 6. Udo Wernitz (16) 7. Britta Kornmesser (17) 8. Melanie Balzer (18) 9. Uwe Adler (19) 10. Sebastien Rüter (20) 11. Majna Schüle (21) 12. Daniel Keller (22) 13. Marcel Penquitt (23) 14. Erik Stohn (24) 15. Ines Seiler (25) 16. Tina Fischer (26) 17. Ludwig Scheetz (27) 18. Jörg Vogelsänger (31) 19. Lars Katzmarek (44) |
|                                                               | AfD (30 diputados) | 1. Daniel Freiherr von Lützow 2. Dominik Kaufner 3. Lars Hünich 4. Benjamin Filter 5. Daniela Rita Oeynhausen | 1. Jean-René Adam (01) 2. Torsten Arndt (02) 3. Kai Berger (04) 4. Tim Zimmermann (09) 5. Andreas Galau (10) 6. Felix Teichner (11) 7. Norbert Rescher (12) 8. Roman Kuffert (13) 9. Steffen John (14) 10. Lena Kotré (15) 11. Hans-Christoph Berndt (28) 12. Denis Hohloch (29) 13. Kathleen Muxel (30) 14. Erik Pardeik (32) 15. Lars Günther (33) 16. Falk Gerd Janke (34) 17. Wilko Möller (35) 18. Peter Drenske (36) 19. Volker Nothing (37) 20. Birgit Bessin (38) 21. Fabian Jank (39) 22. Daniel Münschke (40) 23. Steffen Kubitzki (41) 24. Michael Hanko (42) 25. Jean-Pascal Hohm (43) |
|                                                               | BSW (14 diputados) | 1. Robert Crumbach 2. Jouleen Gruhn 3. Stefan Roth 4. Niels-Olaf Lüders 5. André von Ossowski 6. Melanie Matzies-Köhler 7. Falk Peschel 8. Sven Hornauf 9. Jenny Meyer 10. Andreas Kutsche 11. Simon Reinhard 12. Christian Dorst 13. Gunnar Lehmann 14. Oliver Skopec | |
|                                                               | CDU (12 diputados) | 1. Jan Redmann 2. Kirsty Augustin 3. Gordon Hoffmann 4. Rainer Genilke 5. Steeven Bretz 6. Saskia Ludwig 7. Frank Bommert 8. Michael Schierack 9. Nicole Walter-Mundt 10. Danny Eichelbaum 11. Julian Brüning 12. Ellen Fährmann                                       | |

### Mesa del Landtag

#### Presidenta
| Candidato      | Fecha de votación                                         | Voto | N.° de votos |
| -------------- | --------------------------------------------------------- | ---- | ------------ |
| Ulrike Liedtke | 17 de octubre de 2024 Mayoría requerida: absoluta (45/88) | Sí   | 70/88        |
| Ulrike Liedtke | 17 de octubre de 2024 Mayoría requerida: absoluta (45/88) | No   | 8/88         |
| Ulrike Liedtke | 17 de octubre de 2024 Mayoría requerida: absoluta (45/88) | Abs. | 7/88         |
| Ulrike Liedtke | 17 de octubre de 2024 Mayoría requerida: absoluta (45/88) | Aus. | 2/88         |

#### Vicepresidencias
| 17 de octubre de 2024 Mayoría requerida: absoluta (45/88) |      |              |              |               |           |       |                |      |           |      |              |
| Candidata                                                 | Voto | N.° de votos | N.° de votos |               | Candidata | Voto  | N.° de votos   |      | Candidata | Voto | N.° de votos |
| Candidata                                                 | Voto | 1ra Vuelta   | 2da Vuelta   |               | Candidata | Voto  | N.° de votos   |      | Candidata | Voto | N.° de votos |
| Daniel Münschke                                           | Sí   | 37/88        | 41/88        | Jouleen Gruhn | Sí        | 72/88 | Rainer Genilke | Sí   | 72/88     |      |              |
| Daniel Münschke                                           | No   | 39/88        | 37/88        | Jouleen Gruhn | No        | 5/88  | Rainer Genilke | No   | 7/88      |      |              |
| Daniel Münschke                                           | Abs. | 10/88        | 11/88        | Jouleen Gruhn | Abs.      | 9/88  | Rainer Genilke | Abs. | 6/88      |      |              |
| Daniel Münschke                                           | Aus. | 2/88         | 2/88         | Jouleen Gruhn | Aus.      | 2/88  | Rainer Genilke | Aus. | 2/88      |      |              |

### Ministro-Presidente
Las elecciones estatales dejaron un parlamento con pocas opciones para la formación de un gobierno, debido a que la única coalición sin vetos cruzados que alcanzaba la mayoría absoluta en la cámara era una alianza entre el SPD y BSW. Sin embargo, se consideró también la posibilidad de sumar a la CDU para formar un gobierno de gran consenso.
El día siguiente a las elecciones, el ministro Presidente Dietmar Woidke ofreció formalmente esta gran coalición entre el SPD, BSW y la CDU. Sin embargo, los democristianos rechazaron la propuesta. "Para ser honesto, no sé qué hay que discutir en estas conversaciones... no tenemos ningún mandato para gobernar", declaró el líder estatal de los conservadores en respuesta a Woidke.
Ante la negativa de la CDU a participar en negociaciones para un gobierno, a Woidke solo le quedaba la opción de formar una coalición con los postsocialistas del BSW para lograr la investidura como Ministro Presidente. Las negociaciones con este partido comenzaron el 1 de octubre. El líder de los socialdemócratas anunció pronto que las conversaciones estaban avanzando, afirmando que "veía buenos progresos".
El comité ejecutivo del SPD programó una reunión a finales de mes para autorizar formalmente la posible coalición. El 28 de octubre se logró un acuerdo en los aspectos más controvertidos, en particular la cuestión de los asuntos exteriores y la posición en la guerra de Ucrania. Superado este escollo, las negociaciones se enfocaron en el reparto de las carteras del gobierno.
El 21 de noviembre, el líder de los postsocialistas, Robert Crumbach anunció que las conversaciones estaban en su etapa final y que calculaban que para el 11 de diciembre se podría investir a Woidke. No obstante, tras este anuncio, el ministro estatal de Economía, Jörg Steinbach (SPD), renunció al gobierno, argumentando profundas diferencias con el BSW respecto a la posición sobre Ucrania y criticando que el SPD había cedido demasiado a los postsocialistas en las negociaciones.
La Alianza 90/Los Verdes criticó el acuerdo entre los socialdemócratas y los postsocialistas, argumentando que, tras la renuncia de Steinbach, el gobierno no podía garantizar estabilidad ni siquiera dentro de sus propias filas. Asimismo, defendieron al ministro de Economía estatal, calificando a Steinbach como un "hombre que muestra honor y agallas". También arremetieron con dureza contra el SPD por su cesión en el tema de Ucrania, señalando que "cada vez son menos los socialdemócratas de Brandeburgo que mantienen una postura clara frente a la agresión rusa contra Ucrania". Además, expresaron una profunda preocupación por la posibilidad de un gobierno estatal con inclinaciones pro-Putin.
El 22 de noviembre, durante una reunión del consejo de gobierno en Potsdam, el ministro Presidente destituyó a la Ministra Estatal en funciones de Asuntos Sociales, Sanidad, Integración y Protección del Consumidor, Ursula Nonnemacher, miembro de Alianza 90/Los Verdes. La decisión fue tomada debido a un enfrentamiento entre ambos relacionado con la reforma hospitalaria que se iba a debatir en dicha reunión. Nonnemacher tenía previsto votar en contra de la reforma, pero, tras ser destituida, no pudo participar en el consejo.
Finalmente, el 27 de noviembre se alcanzó el esperado acuerdo entre los dos partidos, tras casi un mes y medio de negociaciones. El pacto entre ambas formaciones definió tanto el reparto de carteras como los compromisos clave para la legislatura. La Alianza Sahra Wagenknecht gestionará tres carteras en el consejo de gobierno: Finanzas y Europa; Infraestructura y Planificación del Estado; y Salud y Bienestar. Por su parte, el Partido Socialdemócrata asumirá los departamentos de Interior y Asuntos Municipales; Agricultura y Alimentación; Medio Ambiente y Protección del Consumidor; Educación, Juventud y Deportes; Ciencia, Investigación y Cultura; Asuntos Económicos, Trabajo, Energía y Protección del Clima; y Justicia.
Los temas más relevantes abordados en el acuerdo entre los socialdemócratas y los populistas de izquierda incluyen migración, seguridad, sanidad, infraestructuras públicas y relaciones exteriores, en particular, la posición respecto a la guerra en Ucrania y los misiles estadounidenses que se planeaba instalar en territorio brandeburgués.
La elección del Ministro-Presidente tuvo lugar el 11 de diciembre. Cualquier candidato requiere una mayoría absoluta en las dos primeras votaciones y una pluralidad en la tercera votación. Un miembro de AfD estuvo ausente, colocando la mayoría absoluta en 45 de 87 votos. Inesperadamente, Woidke perdió dos votos de su propia coalición y no logró ganar la mayoría en la primera votación. La segunda votación tuvo cinco votos aparentes de la oposición para Woidke. Los líderes de la CDU y la AfD acusaron a la otra parte de proporcionar esos votos, aunque no se puede probar ninguna afirmación, ya que la elección es por votación secreta.
| Candidato      | Fecha de votación                                           | Voto | N.° de votos | Coalición de gobierno | Coalición de gobierno | Coalición de gobierno |
| -------------- | ----------------------------------------------------------- | ---- | ------------ | --------------------- | --------------------- | --------------------- |
| Dietmar Woidke | 11 de diciembre de 2024 Mayoría requerida: absoluta (45/87) | Sí   | 43/87        |                       |                       | SPD/BSW               |
| Dietmar Woidke | 11 de diciembre de 2024 Mayoría requerida: absoluta (45/87) | No   | 40/87        |                       |                       | SPD/BSW               |
| Dietmar Woidke | 11 de diciembre de 2024 Mayoría requerida: absoluta (45/87) | Abs. | 2/87         |                       |                       | SPD/BSW               |
| Dietmar Woidke | 11 de diciembre de 2024 Mayoría requerida: absoluta (45/87) | Nulo | 2/87         |                       |                       | SPD/BSW               |
| Dietmar Woidke |                                                             |      |              |                       |                       | SPD/BSW               |
| Dietmar Woidke | 11 de diciembre de 2024 Mayoría requerida: absoluta (45/87) | Sí   | 50/87        |                       |                       | SPD/BSW               |
| Dietmar Woidke | 11 de diciembre de 2024 Mayoría requerida: absoluta (45/87) | No   | 36/87        |                       |                       | SPD/BSW               |
| Dietmar Woidke | 11 de diciembre de 2024 Mayoría requerida: absoluta (45/87) | Abs. | 1/87         |                       |                       | SPD/BSW               |